# Вилхелм II (Юлих, граф)
Вижте пояснителната страница за други личности с името Вилхелм II.
Вилхелм II Велики (на немски: Wilhelm II der Große von Jülich; на френски: Guillaume II de Juliers Le Grand, † 1207) е от 1176 до 1207 г. граф на Юлих. С него измира графската фамилия Юлих.

## Биография
Той е син на граф Вилхелм I и го последва през 1176 г. като граф граф на Юлих. С него започва възхода на графовете на Юлих. С Маубахското наследство на съпругата му Аверардис (Алваридис) фон Зафенберг, дъщеря на граф Аделберт III, започва да се разширява влиянието на Юлих в Айфел. Вилхелм построява замък Нидеген.
Той става фогт на базиликите Св. Георг и Св. Урсула в Кьолн. Фогтаят на Соест той продава на графовете на Куйк-Арнсберг.
Той има син Вилхелм, който умира малък. След смъртта му графството отива на Вилхелм III, синът на сестра му Юта и Еберхард II фон Хенгенбах, господар на Хенгенбах.

## Фамилия
Вилхелм II се жени пр. 24 май 1177 г. за Алверадис фон Зафенберг († 1221), дъщеря на граф Адалберт III фон Зафенберг († 1177) и Аделхайд фон Вианден († 1207). Тя е наследничка на Маубах (Молбах), на валдграфството в Ознинг и на фогтай Соест. Те имат две деца:
- Алверадис († 1210), омъжена за граф Фридрих фон Алтена
- Вилхелм († 25 юли 1211)

Съпругата му Алверадис фон Зафенберг се омъжва между 1208 и 1210 г. за Ото II фон Викрат († сл. 1245).